# 小行星8656
小行星8656（8656 Cupressus）是一颗绕太阳运转的小行星，为主小行星带小行星。该小行星于1990年8月16日发现。

## 轨道参数
小行星8656的轨道半长轴为2.9184207 UA，离心率为0.123。